# 龙王镇 (成都市)
龙王镇，是中华人民共和国四川省成都市青白江区曾经下辖的一个镇。

## 行政区划
龙王镇撤销前下辖以下地区：
龙王社区、梁湾村、清平村、红树村、双埝村、牟池塔村、青光村、三方村、清洁村和天平堰村。